# Usambaratrast
Usambaratrast (Turdus roehli) är en mycket lokalt förekommande östafrikansk fågel i familjen trastar inom ordningen tättingar.

## Utseende
Usambaratrasten är mycket lik abessintrasten (Turdus abyssinicus) med grå ovansida och rygg, rostfärgad undersida, ljusa ben och ljus näbb. Huvudet är dock mörkare, nästan svartaktigt, och det rostfärgade på undersidan är begränsat till flankerna, kontrastrerande med den vita buken. Till skillnad från den likaledes närbesläktade taitatrasten är strupen streckad (inte svartaktig), bröstet ljusare och även undergumpen är streckad. Lätena liknar abessinsk trast.

## Utbredning och levnadssätt

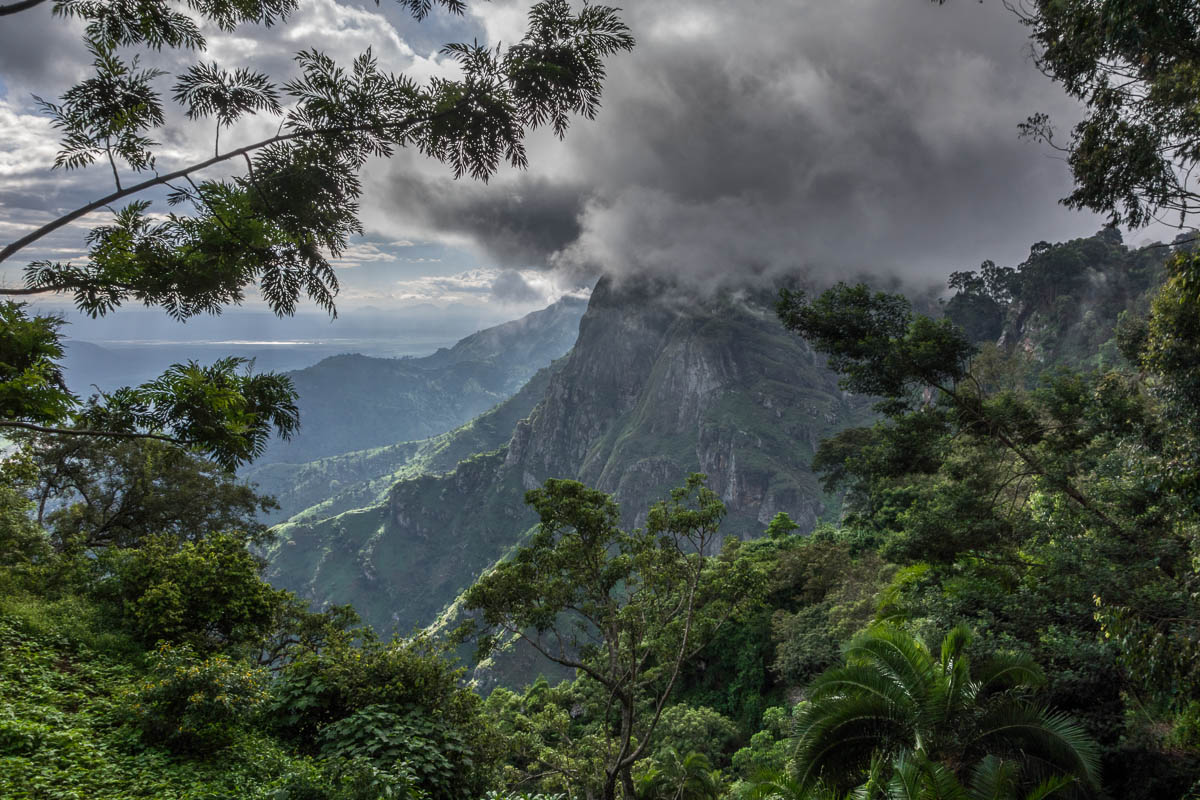
Usambarabergen varifrån fågeln fått sitt svenska namn.

Den förekommer enbart i bergstrakter i nordöstra Tanzania (Pare och Usambara), i urskog eller endast av människan lätt påverkad skog. Där födosöker den bland i torra löv i undervegetationen.

## Systematik
Tidigare betraktades usambaratrasten som en underart till abessintrast (Turdus abyssinicus), men skiljer sig i utseende, genetik och troligen även läten.

## Status
Världspopulationen har inte uppskattats, men fågeln har rapporterats som vanlig och ibland till och med mycket vanlig i sitt begränsade utbredningsområde. Populationen är dock troligen fragmentererad och tros minska i antal på grund av habitatförstörelse. Den har också konstaterats minska i delar av dess utbredningsområde. Internationella naturvårdsunionen kategoriserar den som nära hotad men noterar att om dess levnadsmiljö skulle visa sig vara mer fragmenterad än vad man vet idag kommer den sannolikt att betraktas som hotad.

## Namn
Fågelns vetenskapliga artnamn hedrar Karl Roehl (1870-1951), tysk missionär verksam i Tyska Östafrika 1904-1907.